# Hunding (comune)
Hunding è un comune tedesco di 1 223 abitanti, situato nel land della Baviera.